# Білкіно (Краснознаменський район)
Білкіно (рос. Белкино) — селище Краснознаменського району, Калінінградської області Росії. Входить до складу Краснознаменського міського округу.
Населення — 52 особи (2015 рік).

## Населення
| 2002 | 2010 |
| ---- | ---- |
| 74   | ↘52  |